# Ochromolopis
Ochromolopis is een geslacht van vlinders van de familie borstelmotten (Epermeniidae).

## Soorten
- O. acacivorella Gaedike, 1968
- O. bidentella Gaedike, 1981
- O. cornutifera Gaedike, 1968
- O. chelyodes (Meyrick, 1910)
- O. ictella (Hübner, 1813)
- O. incrassa Clarke, 1971
- O. ithycentra Meyrick, 1926
- O. kaszabi Gaedike, 1973
- O. namibica Gaedike, 2004
- O. pallida Gaedike, 2004
- O. ramapoella (Kearfott, 1903)
- O. sericella (Hübner, 1811)
- O. staintonellus (Millière, 1869)
- O. staintoniellus Stainton
- O. xeropa (Meyrick, 1909)
- O. zagulajevi Budashkin & Satshkov, 1991